# 高塚山古墳 (桑名市)
高塚山古墳（たかつかやまこふん）は、三重県桑名市北別所にある古墳。形状は前方後円墳。史跡指定はされていない。

## 概要
三重県北部、桑名市街地の西部丘陵頂部に築造された古墳である。これまでに2004年度（平成16年度）に試掘調査が実施されている。
墳形は前方後円形で、前方部を南東方向に向ける。墳丘表面では円筒埴輪（朝顔形埴輪含む）・形象埴輪（盾形・蓋形埴輪など）・土師器が検出されているが、葺石は認められていない。また墳丘に付随する造出の存在も明確でない。埋葬施設は未調査のため明らかでなく、副葬品も詳らかでない。
この高塚山古墳は、古墳時代中期初頭の4世紀末葉頃の築造と推定される。当該時期の三重県内では、能褒野王塚古墳（亀山市）・池の谷古墳（津市）・宝塚1号墳（松阪市）とともに地域ごとに築造された大型前方後円墳の1つであり、濃尾地域と伊勢地域とを結ぶ交通上の要衝において伊勢湾をパノラマ的に見下ろす立地に被葬者の性格が示唆される。なお、伝三重県桑名市出土の三角縁神獣鏡3面（MOA美術館（静岡県熱海市）所蔵）の存在が知られ、これらを本古墳出土とする説もあるが、上述の築造時期とは合わずその可能性は低いと見られている。

## 遺跡歴
- 江戸時代
  - 『桑名旧記』に「一丸山 里人高塚といふ 播磨村新田」として記載[1]。
  - 『久波奈名所図会』に「無双の景地」として記載[1]。
  - 『桑名藩御領分郷村案内帳附案内帳』に「一御林 壱ケ所 四丁ヨ 但高塚山ト云景色之所成」として記載[1]。
- 1889年（明治22年）の『伊勢名勝志』に「丸山 一名 高塚山」として記載[1]。
- 1951年（昭和26年）、埴輪片の採集（桑名高校地歴部）[1]。
- 1969年（昭和44年）、測量調査（三重大学歴史研究会原始古代史部会・桑名高校郷土研究部）[1]。
- 2002-2005年度（平成14-17年度）、基礎調査（桑名市教育委員会、2006年に報告書刊行）[1]。
  - 2002年度（平成14年度）、現況地形測量（株式会社パスコ）。
  - 2004年度（平成16年度）、地中レーダー探査（株式会社パスコ）、試掘調査（桑名市教育委員会）。

## 墳丘
墳丘の規模は次の通り（1969年（昭和44年）の三重大学・桑名高校による測量調査結果）。
- 墳丘長：約50メートル - 近年の基礎調査では56メートル程度と見積もられる[1]。

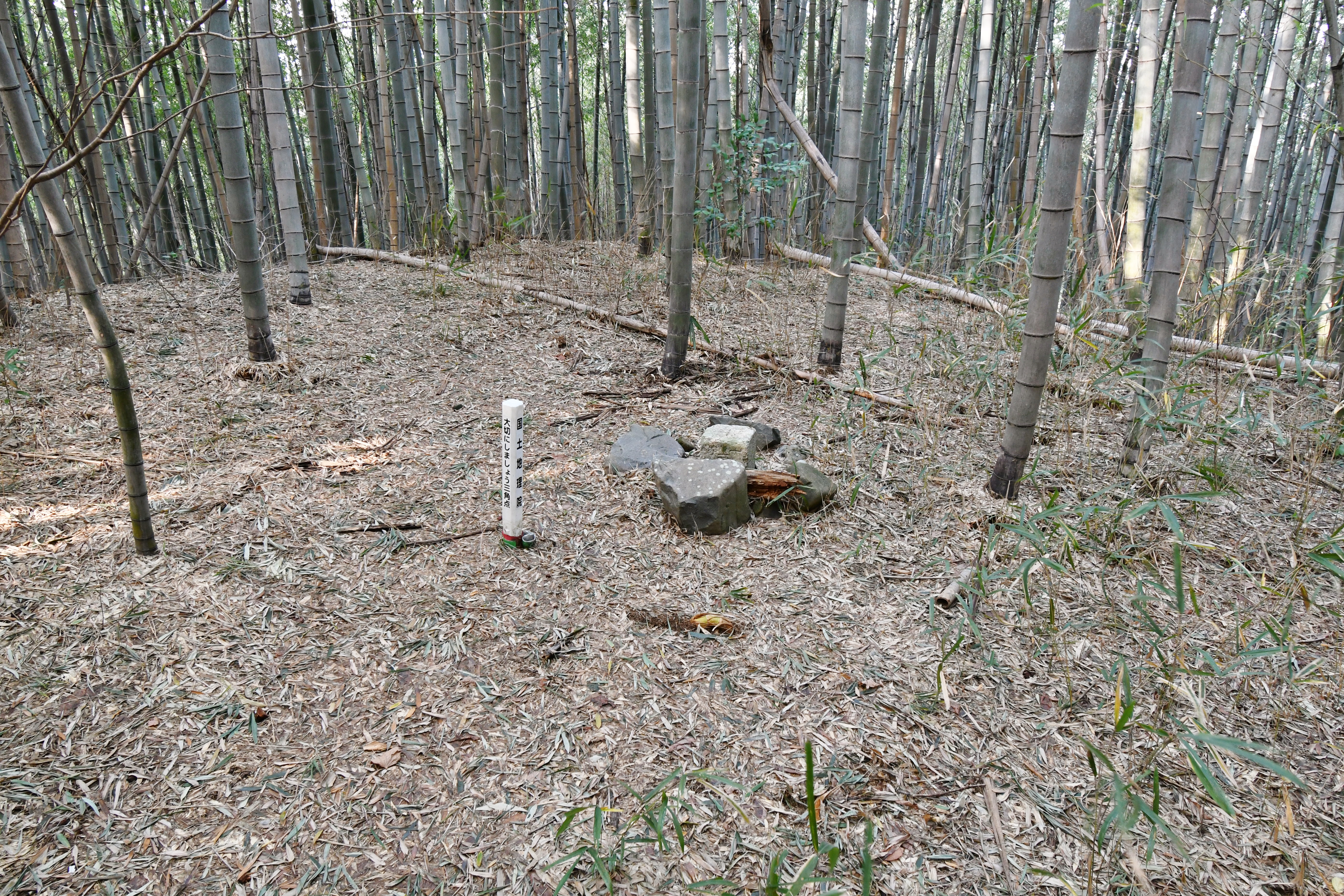
後円部
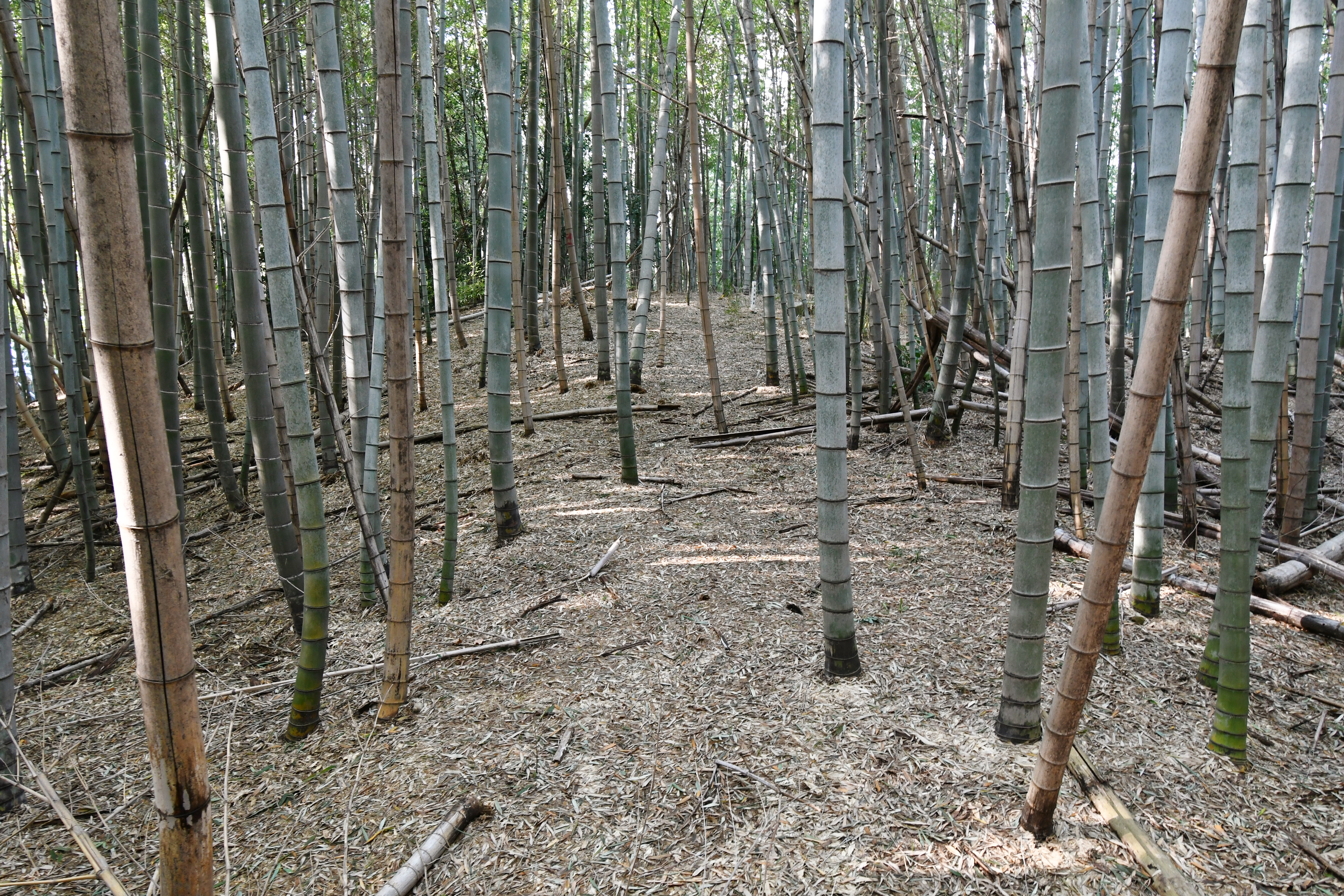
前方部から後円部を望む
  - 直径：30メートル
  - 高さ：5メートル
- 前方部
  - 幅：約30メートル
  - 高さ：3.5メートル

- 後円部墳頂
- 前方部から後円部を望む

## 参考画像
MOA美術館所蔵の伝三重県桑名市（旧桑名郡桑名町）出土三角縁神獣鏡（いずれも国の重要文化財）。上述の通り、高塚山古墳出土とする説は現在では否定的であるが、参考として掲載する。

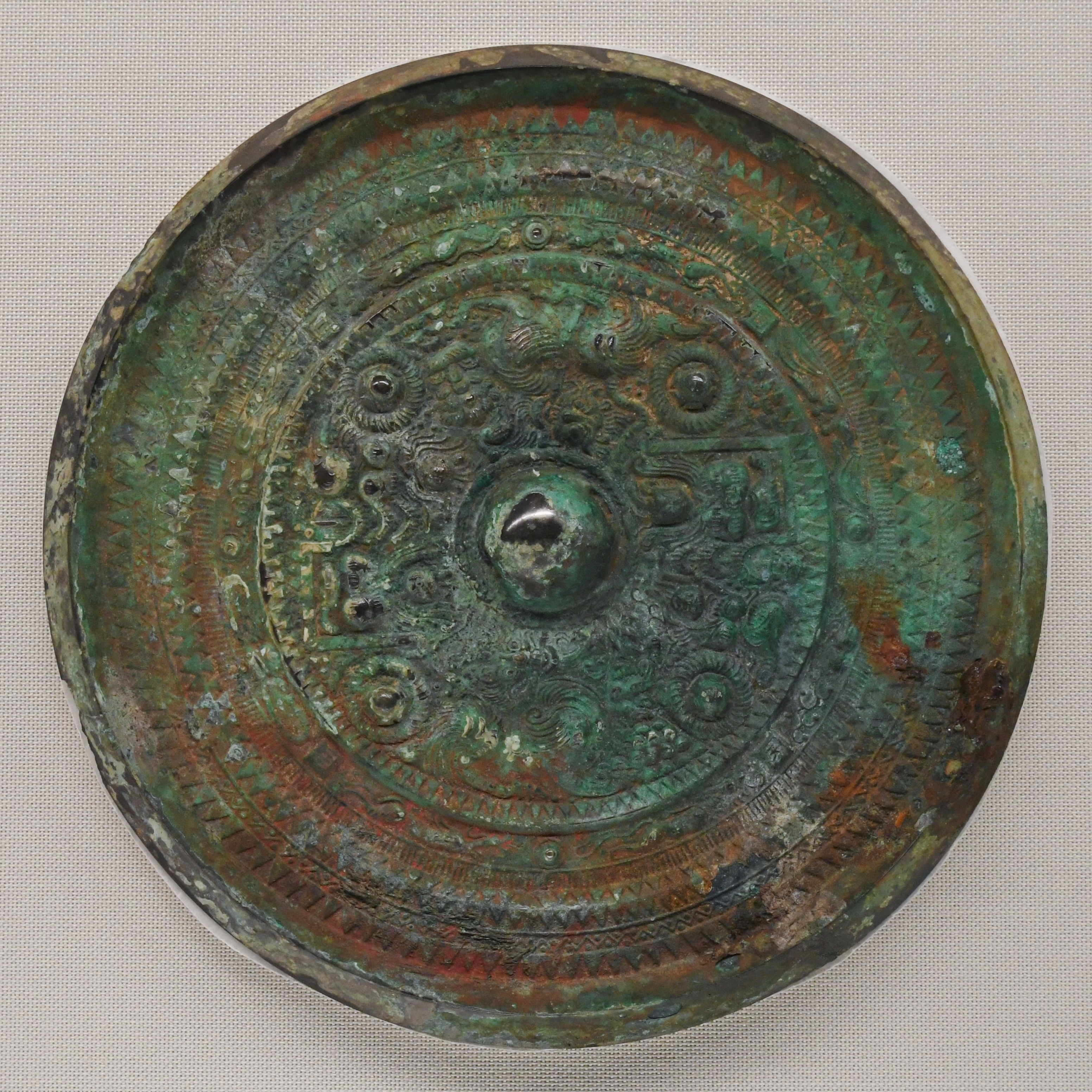
三角縁獣文帯四神二獣鏡
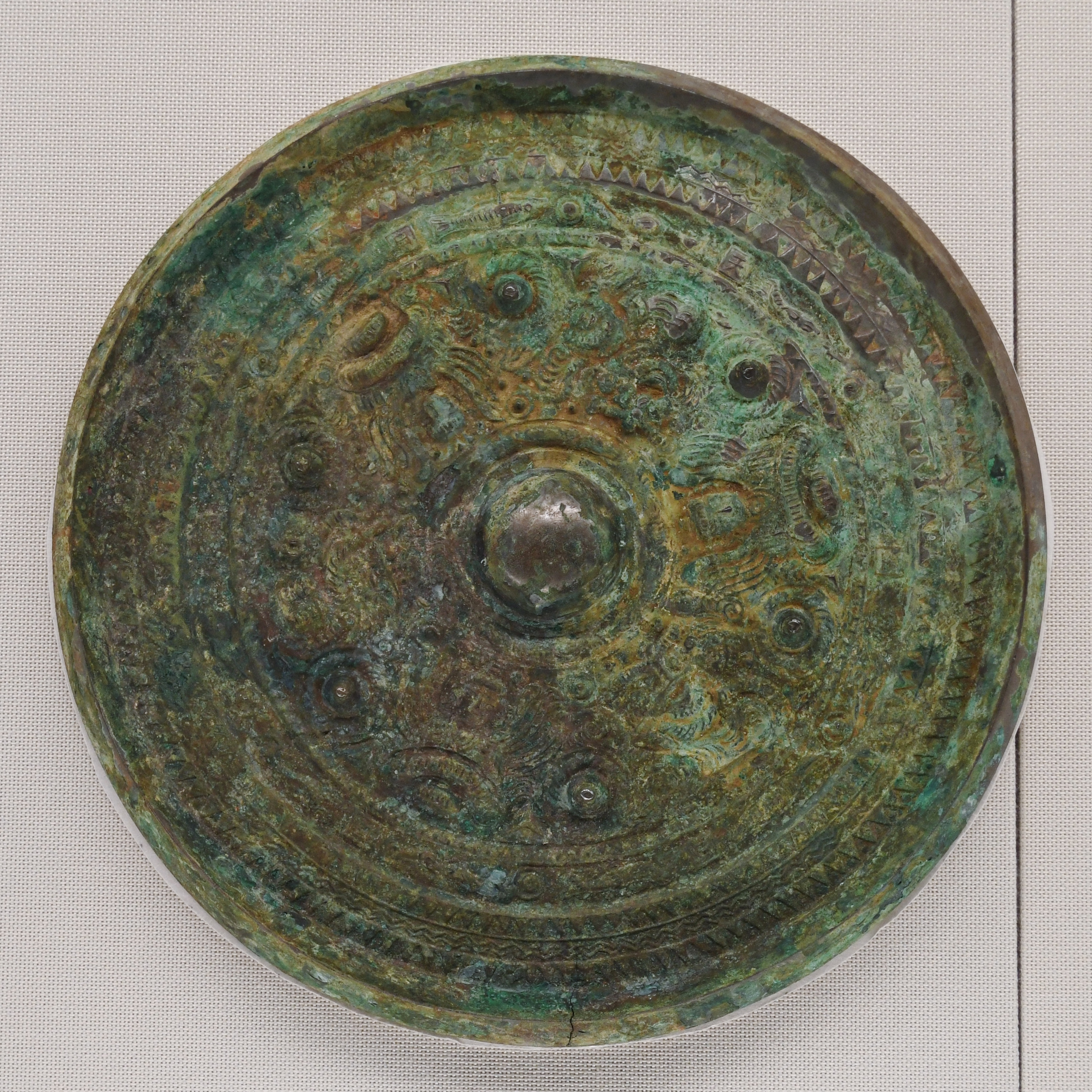
三角縁獣文帯三神三獣鏡
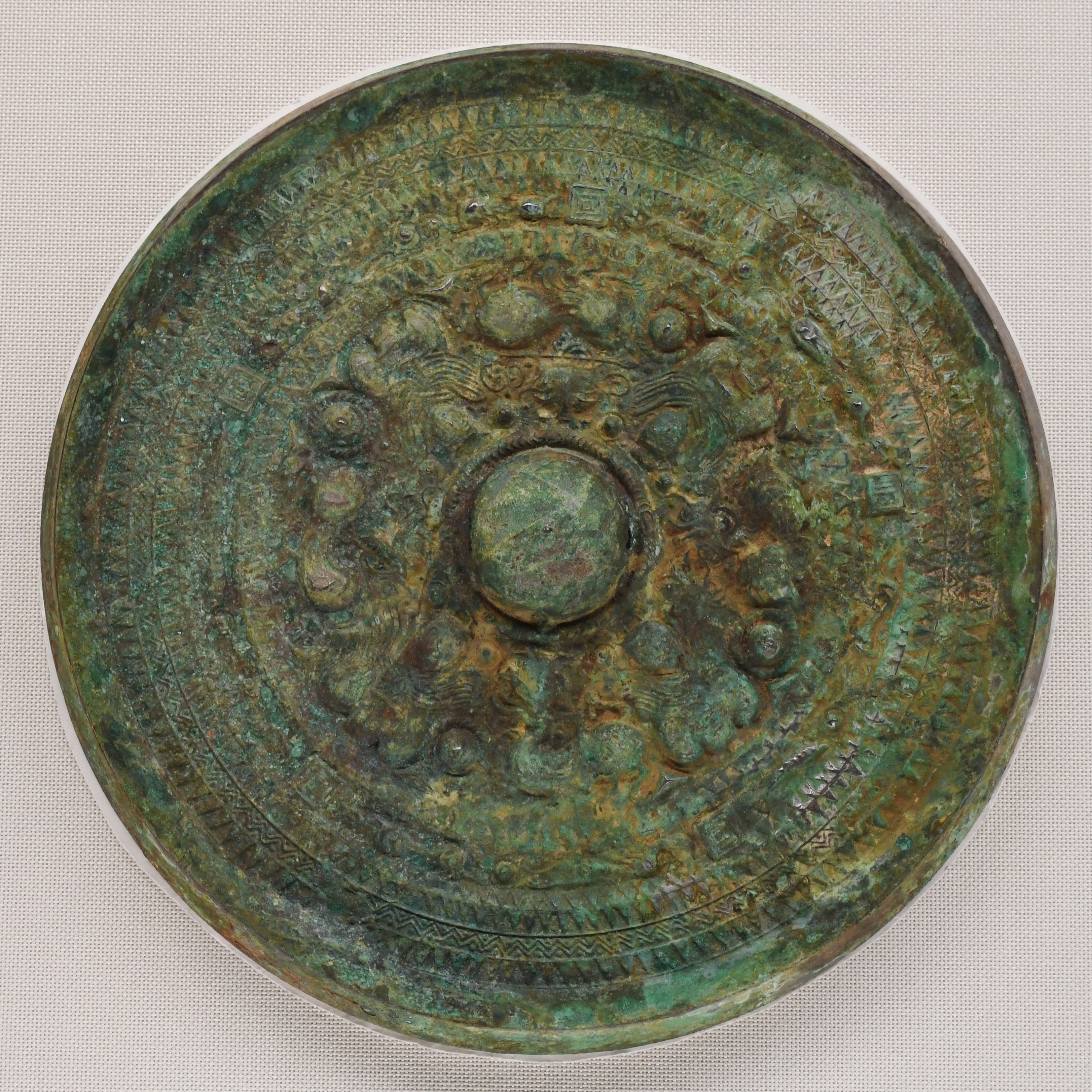
三角縁獣文帯四神四獣鏡